# Грамматическая война
«Грамматическая война» (лат. Grammaticale bellum) — учебник грамматики латинского языка эпохи позднего Средневековья, получивший широкое распространение и переиздававшийся более 100 раз по всей Европе, неоднократно перерабатывался и переводился, становился сценарием для театральных постановок. Место издания: г. Кремон (Франция).

## История создания
Учебник «Грамматическая война» вышел в свет в 1511 году. Его автором был ранее никому неизвестный католический клирик Андреа Гварна. Учебная грамматика Гварны стала образцом для многочисленных подражаний: в последующие годы появились четыре версии «Музыкальных войн»,  в которых  законы  гармонии  объяснялись  с помощью   военных   метафор,  и даже  одна  «Медицинская война», где друг с другом воевали части  человеческого организма. Примечательно, что за три года до выхода грамматики Гварны  во Франции  была издана Grammatica figurata  Маттиаса  Рингманна (1482-1511), представлявшая грамматические правила в виде игры в карты, однако не получившая подобного признания, даже несмотря на оригинальность подхода.

## Сюжет
Идея оригинального учебника Гварны заключалась в ознакомлении со стандартным материалом латинской грамматики как смотром войск, готовящихся  вступить в войну, разразившуюся между двумя правителями царства Грамматики — братьями-близнецами, Amo (Люблю) и Poeta (Поэт). Основанием для военных действий стал состоявшийся у родника, сочившегося вечною водою, пьяный спор о первенстве в предложении между братьями Глаголом и Существительным, правившими ранее в полном мире и согласии.